# Státní znak Peru
Státní znak Peru existuje ve dvou variantách: Escudo nacional a Escudo de armas. Escudo nacional se používá na veřejných budovách a také na válečné vlajce, escudo de armas je vyobrazeno na státní vlajce a na mincích. Štít je v obou případech stejný, escudo nacional má jako pozadí čtyři červeno-bílo-červené vlajky, z každé strany splývá podél štítu jedna kratší a jedna delší, kdežto escudo de armas je vrouben zleva palmovou a zprava vavřínovou ratolestí, které jsou svázány stuhou v národních barvách.
Štít znaku je rozdělen na tři pole. V levém horním je vyobrazena vikuňa (divoký druh lamy) v přirozené barvě na modrém pozadí, pravé horní pole je bílé se zelenou rostlinou chinovníku. Spodní polovina znaku je červená a nese zlatý roh hojnosti. Celý znak symbolizuje přírodní bohatství země. Nad štítem se nachází občanská koruna z dubového listí.
Znak byl přijat kongresem 25. února 1825, jeho autory jsou poslanci José Gregorio Paredes a Francisco Javier Cortés. V roce 1950 byl vzájemný poměr tří částí štítu (a zřejmě i jeho tvar) upraven do současné podoby.

Peruánský státní znak (1825–1950)